# レリー・ラズ・フローレス
レリー・ルス・フローレス・メサ（Lely Luz Flórez Meza、1984年8月28日 - ）は、コロンビアの女子プロボクサー。コルドバ県モンテリーア出身。元WBC女子世界スーパーライト級暫定王者。

## 来歴
2005年10月1日デビューを1回KO勝利で飾る。
2006年9月9日、イナ・メンツァーが持つWIBF世界フェザー級王座に挑戦するが、3者フルマークで完敗。初の敗戦となった。
2009年8月8日、敵地ウルグアイでクリス・ナムスとWBC女子世界スーパーライト級暫定王座を懸けて対戦し、1回KO勝利を挙げて暫定王座獲得。
2010年9月10日、敵地アルゼンチンで正規王者モニカ・アコスタと王座統一戦を行うが、1-2判定で王座陥落。11ヶ月間保持していた暫定王座はアコスタの正規王座に吸収される形で消滅し、王座統一とはならなかった。
2011年1月29日、敵地ザンビアでエスタ・フィリが持つWIBA世界スーパーライト級王座と空位のIBO女子世界王座に挑むが、判定負けで王座ならず。
2011年9月9日、ミリアム・ラマールが持つWBF女子世界ジュニアウェルター級王座に挑むが、判定負け。
2012年12月15日、クリス・ナムースとノンタイトルで再戦。しかし大差の判定で敗れる。
2013年4月19日、エリス・パチェコとノンタイトルで対戦し、引き分け。

## 戦績
- 18戦 12勝 6KO 1分 5敗

## 獲得タイトル
- WBC女子世界スーパーライト級暫定王座